# Fali Candé
Fali Candé (ur. 24 stycznia 1998 w Bissau) – piłkarz z Gwinei Bissau grający na pozycji lewego obrońcy. Od 2025 jest zawodnikiem klubu Venezia.

## Kariera klubowa
Swoją karierę piłkarską Candé rozpoczął w juniorach takich klubów jak: Estrela Amadora (2009-2011), Atlético CP (2011-2012), Casa Pia AC (2012-2015), Niendorfer (2015-2016) i FC Porto (2016-2017). W 2017 roku został zawodnikiem rezerw Benfiki, jednak niedługo potem został wypożyczony do trzecioligowego Casa Pia AC. Zadebiutował w 22 października 2017 w wygranym 2:0 domowym meczu z SR Almancilense. W Casa Pia spędził rok.
Latem 2018 Candé został zawodnikiem pierwszoligowego Portimonense SC. Swój debiut w nim zanotował 10 czerwca 2020 w zremisowanym 2:2 domowym meczu z Benfiką. W Portimonense występował do stycznia 2022.
W styczniu 2022 Candé przeszedł do FC Metz. Swój debiut w nim zaliczył 6 lutego 2022 w zremisowanym 0:0 wyjazdowym meczu z Troyes AC.
| Sezon   | Klub            | Kraj       | Rozgrywki       | Mecze | Gole |
| ------- | --------------- | ---------- | --------------- | ----- | ---- |
| 2017/18 | SL Benfica B    | Portugalia | Segunda Liga    | 0     | 0    |
| 2017/18 | Casa Pia AC     | Portugalia | Segunda Divisão | 13    | 0    |
| 2018/19 | Portimonense SC | Portugalia | Primeira Liga   | 0     | 0    |
| 2019/20 | Portimonense SC | Portugalia | Primeira Liga   | 9     | 0    |
| 2020/21 | Portimonense SC | Portugalia | Primeira Liga   | 22    | 2    |
| 2021/22 | Portimonense SC | Portugalia | Primeira Liga   | 16    | 1    |

## Kariera reprezentacyjna
W reprezentacji Gwinei Bissau Candé zadebiutował 26 marca 2021 w wygranym 3:1 meczu kwalifikacji do Pucharu Narodów Afryki 2021 z Eswatini, rozegranym w Manzini. W 2022 roku został powołany do kadry na Puchar Narodów Afryki 2021. Na tym turnieju rozegrał trzy mecze grupowe: z Sudanem (0:0), z Egiptem (0:1) i z Nigerią (0:2).